# Krosewicker Grenzwald

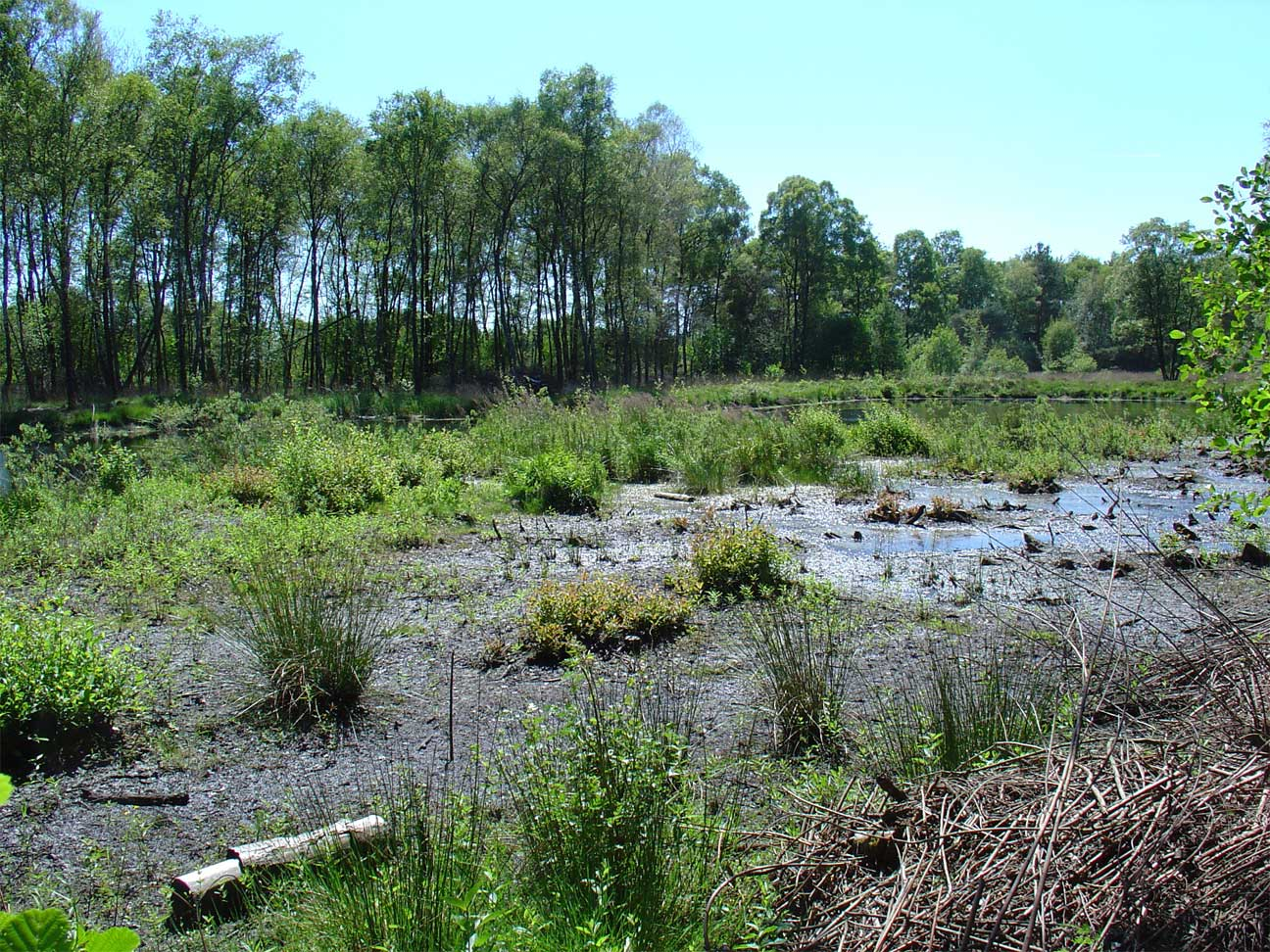
Het Krosewicker Grenzwald langs de Duits-Nederlandse grens

Het Krosewicker Grenzwald is een natuurgebied van ruim 7 hectare, grotendeels gelegen in de Duitse gemeente Vreden aan de grens met Nederland. Een klein gedeelte van het natuurgebied ligt aan de Nederlandse zijde van de grens in de gemeente Berkelland.
Het Krosewicker Grenzwald, gelegen ten zuiden van Rekken, is voorgedragen door de deelstaat Noordrijn-Westfalen voor de Habitatrichtlijn, als onderdeel van de Natura 2000 gebieden. Opmerkelijk in het gebied zijn voedselarme, stilstaande waters, die in Duitsland zeldzaam en bedreigd zijn.
In het midden van het gebied ligt een nat heidegebied en een ven met een kwetsbare flora en fauna. Ten zuiden van het gebied ligt het Crosewicker Feld van 50 hectare, dat beheerd wordt door het biologisch station in het nabijgelegen Zwillbrock. Zowel amfibieën, eenden en weidevogels vinden er voedsel en een plek om te rusten en te broeden.